# Девід Бланкетт
Девід Бланкетт (англ. David Blunkett; нар. 6 червня 1947, Шеффілд, Англія) — британський політик з Лейбористської партії і член парламенту з 1987. Сліпий від народження, з бідної родини та одного з найбідніших районів Шеффілда, він став міністром освіти, міністром зайнятості, внутрішніх справ та праці і пенсій в уряді Тоні Блера після перемоги лейбористів на виборах 1997 року.